# Оаза (река)
Оаза (фр. L'Oise) је река у Париском региону на северу Француске. Дуга је 351 km. Извире у Белгији у Арденима и после 20 km тока прелази у Француску. У Сену се улива низводно од Париза. 
Река је каналима одлично повезана са лукама у северној Француској и Белгији. 
Река Оаза је дала име француским департманима Оаза и Долина Оазе. 